# Armada de 1779
A Armada de 1779 foi uma tentativa naval franco-espanhola combinada destinada a desviar recursos militares britânicos, principalmente da Marinha Real, de outros teatros de guerra, invadindo o Reino da Grã-Bretanha durante a Guerra Revolucionária Americana. Esta ação fez parte da Guerra Anglo-Francesa mais ampla (1778-1783). O plano proposto era tomar a Ilha de Wight e então capturar a base naval britânica de Portsmouth. Em última análise, nenhuma batalha de frota foi travada no Canal e a invasão franco-espanhola nunca se materializou. Esta ameaça à Grã-Bretanha levou a comparações com o anterior Armada Espanhola de 1588.

## Consequências
Melhorias apressadas foram feitas nas defesas costeiras da Grã-Bretanha. Os primeiros trabalhos de terraplanagem foram erguidos nas colinas ocidentais em Dover. (Estes foram posteriormente expandidos como uma defesa contra a planejada invasão de Napoleão no início do século XIX). Além disso, Fort Gillkicker foi construído em Portsmouth. Para os espanhóis, a expedição foi uma dispendiosa perda de tempo. Isso os impediu de trazer toda a sua força para Gibraltar, que havia reforçado suas defesas após fracos ataques iniciais e foi capaz de resistir com sucesso até o final da guerra. Para os franceses, a expedição custou muito caro. Manter tantos navios no mar e tantas tropas esperando nos portos de embarque por meses a fio era extremamente caro, e muitos marinheiros morriam de doenças. D'Orvilliers renunciou ao cargo logo após retornar à França. As frotas francesa e espanhola continuaram as operações conjuntas depois, principalmente contra guarnições britânicas isoladas, a fim de proteger os desembarques de tropas, e não como um desafio direto à Marinha Real. Exceções notáveis foram o compromisso malsucedido com o Grande Cerco de Gibraltar, e outra perseguição abortada da Frota do Canal em agosto de 1781, que não fazia parte de um plano de invasão.